# Валтер фон дер Фогелвайде
Валтер фон дер Фогелвайде (на немски: Walther von der Vogelweide) (ок.1170-ок.1230) е може би най-големият лирик на немското Средновековие.

## Живот
Родното място и произходът на Валтер фон дер Фогелвайде остават обгърнати в мрак, но се приема, че е родом от Бавария или по-скоро Австрия. Поетът няма постоянно жилище, като странстващ музикант пътува от място на място, пее и рецитира от дворец на дворец – знае се, че епископът на Пасау му подарява пет солди, за да си купи кожено палто. Тридесетгодишен пребивава в замъка на Филип Швабски, а новият XIII век го заварва във Виена. После го откриваме в замъка Вартбург на Херман Тюрингски, където се провежда прочутото състезание в певческо умение с другия прославен минезингер Волфрам фон Ешенбах.

## Творби
В някои от песните си като „Под липата“  (1205) Валтер фон дер Фогелвайде възпява любовта сред природата между благородник и момиче от народа. Това представлява отказ от традиционното схващане за „възвишена“ и по правило несподелена любов на рицаря към знатната „дама на сърцето“.
В други любовни песни Валтер фон дер Фогелвайде размишлява върху „високата“ – възвишена любов (Hohe Minne) и „ниската“ – недостойна любов (Niedere Minne), като създава новия
идеал за „равната“ – взаимна любов (Ebene Minne), споделена от двамата равни не по произход, а по чувство влюбени.
Валтер фон дер Фогелвайде си създава име в литературната история и със своята „политическа поезия“, в която отхвърля експанзионистичните стремежи на папата и се застъпва за немската независимост и единство. Поетът живее в постоянна несигурност и едва към края на живота си получава малко ленно владение от кайзер Фридрих Втори, за чието участие в кръстоносен поход съчинява призивни стихове. Погребан е в катедралата на град Вюрцбург.

## Признание
В чест на поета град Мюнхен учредява през 1960 г. културната награда „Валтер фон дер Фогелвайде“.
Мига благославям, когато с очи я открих,

живота ми, тялото тя начаса подчини,

тъй своите мисли и чувства докрай ѝ дарих,

защото получих в отплата безброй добрини.

Не мога в сърцето си да се откъсна от нея,

това тя извърши с безкрайно добра красота

и своята алена, вечно засмяна уста.

Все нея, прекрасната дама, съзирам в ума си,

замайват ме невинността, любовта, добротата,

дано са щастливи за двама ни дните ни къси,

за най-благородната милост копнее душата.

За дивната радост, от нея дарена, ще пея,

това тя извърши с безкрайно добра красота

и своята алена, вечно засмяна уста.

ок. 1210 